# Passie-drieluik
Het Passie-drieluik (Spaans: Tríptico de la Pasión), ook Lijdenstriptiek genoemd, is een drieluik van een navolger van de Zuid-Nederlandse schilder Jheronimus Bosch in het Museo de Bellas Artes de Valencia in de Spaanse stad Valencia.

## Voorstelling
Het stelt drie momenten uit de passie van Christus voor: van links naar rechts de Gevangenneming van Christus, de Doornenkroning en de Geseling van Christus. In de zwikken van ieder paneel zijn grisailles met engelen in gevecht met demonen afgebeeld. Een dergelijke opbouw van een cirkel te midden van demonen en monster is typisch voor Bosch en zien we o.a. op de achterzijde van Johannes de Evangelist op Patmos en de alleen van een wandtapijt bekende Hooiwagen in wereldbol. Volgens Bosch-kenner Charles de Tolnay grijpt het werk terug op de schilderkunst van begin 15e eeuw, vanwege de tondo-vorm en de egale, goudkleurige achtergrond (zie Internationale gotiek). De tweede figuur van links op het middenpaneel wordt wel als mogelijk zelfportret van Jheronimus Bosch gezien.

## Versies
Van de afzonderlijke panelen bestaan verschillende versies. De meeste bekende hiervan is de Doornenkroning in het Escorial, dat op grond van dentrochronologisch onderzoek ca. 1533 of later gedateerd is. Ook het Rijksmuseum Amsterdam bezit een versie van de Gevangenneming, dat zich tegenwoordig als bruikleen in het Noordbrabants Museum bevindt.

## Datering en toeschrijving
Het drieluik is linksonder op het middenpaneel gesigneerd 'Jheronimus bosch'. Toch dacht men vroeger vrijwel unaniem dat het hier ging om een kopie naar Bosch, die waarschijnlijk gebaseerd was op het exemplaar in het Escorial. Tegenwoordig gaat men er echter van uit dat ook dit werk niet van Bosch zelf is, maar van een – mogelijk Antwerpse – navolger, mogelijk beïnvloed door de school van Quinten Matsijs. Ook de datering is inmiddels omgedraaid. Dendrochronologisch onderzoek heeft aangetoond dat het drieluik in Valencia op zijn vroegst pas omstreeks 1528 is ontstaan en het exemplaar in het Escorial omstreeks 1533, waarmee het drieluik in Valencia is dus zo'n vijf jaar ouder is dan het exemplaar in het Escorial. Wat stijl betreft behoort het drieluik tot de groep 'groothoofdige' schilderijen, die vlak na Bosch' dood zijn ontstaan, waartoe ook de Christus voor Pilatus in 's-Hertogenbosch en Princeton behoren.

## Herkomst
Het Passie-drieluik is afkomstig uit de grafkapel van Mencía de Mendoza, de weduwe van Hendrik III, graaf van Nassau, in het Dominicanenklooster in Valencia. Mencía de Mendoza bezat overigens enkele authentieke werken van Bosch, zoals blijkt uit een inventaris uit 1554. Hier bevond het zich ten tijde van de Desamortización (de secularisatie van kerkelijke bezittingen in Spanje) nog steeds. Tijdens de Desamortización werd het door de overheid in beslag genomen en ondergebracht in het Museo de Bellas Artes (voluit El Museo de Bellas Artes de Valencia San Pío V) eveneens in Valencia.